# Suore della Divina Provvidenza (San Antonio)
Le Suore della Divina Provvidenza, dette di San Antonio (in inglese Sisters of Divine Providence), sono un istituto religioso femminile di diritto pontificio: le suore di questa congregazione pospongono al loro nome la sigla C.D.P.

## Storia
La congregazione trasse origine da quella delle suore della Divina Provvidenza di Saint-Jean-de-Bassel, derivata dalla compagnia di religiose insegnanti fondata in Lorena da Jean-Martin Moyë.
Nel 1866 il vescovo lazzarista di Galveston, Claude-Marie Dubuis, fece giungere dalla Francia due suore di Saint-Jean-de-Bassel per l'insegnamento nelle scuole parrocchiali della sua diocesi: la prima scuola fu inaugurata ad Austin nel 1867 e nel 1868 le suore si stabilirono a Castroville.
Dopo l'annessione di Saint-Jean-de-Bassel all'impero tedesco (1870) molte religiose francesi si trasferirono in Texas.
Nel 1874 Jean-Claude Neraz, vescovo di San Antonio, rese autonomo il ramo texano dalla congregazione francese e nel 1896 la casa-madre fu trasferita a San Antonio; la congregazione crebbe notevolmente grazie all'arrivo di religiose da Irlanda, Francia e Germania e furono aperte anche scuole per ragazze nere in Louisiana.
L'istituto, aggregato all'ordine dei frati minori dal 31 dicembre 1907, ottenne il pontificio decreto di lode il 29 maggio 1907 e le sue costituzioni furono approvate definitivamente dalla Santa Sede il 12 dicembre 1912.
Nel 1930 sorse il ramo filiale delle Missionarie Catechiste della Divina Provvidenza.

## Attività e diffusione
Fino al 1925 le religiose si dedicarono esclusivamente all'istruzione della gioventù, poi aggiunsero alle loro attività anche il lavoro in cliniche e ospedali.
Oltre che negli Stati Uniti d'America, le suore sono presenti in Messico; la sede generalizia è a San Antonio.
Alla fine del 2011 la congregazione contava 174 religiose in 65 case.